# 남과 북 (라디오 드라마)
《남과 북》은 한운사(韓雲史) 작, 박동근(朴東根) 연출로서 1965년 8월에 KBS에서 방송된 일일연속극이다.

## 내용
휴전을 앞둔 중동부 전선에서는 피아(彼我)의 공방(攻防)이 더욱 치열했다. 이 무렵 괴뢰군의 영관급 장교하나가 아군 전초진지로 건너온 데서 이야기는 시작된다. 그는 남하한 그의 아내를 찾아 죽음을 무릅쓴 것이다. 그의 아내는 마침 그곳을 지키는 국군의 중대장 이대위의 아내가 되어 있었던 것. 그녀는 월남한 후 육군병원에서 간호원으로 일하던 중에 이대위의 오랜 동안에 걸친 성실한 청혼을 받고 재혼했던 것이다. 그녀가 낳은 전남편의 소생까지도 친자식처럼 사랑할 만큼 이대위의 사랑은 극진했다. 시가(媤家)의 모든 사람들도 그녀를 아껴 주었다. 그녀의 태중에는 이대위의 핏줄이 자라고 있었다.
한편 투항해 온 장소좌의 기억에도 그녀는 더할 수 없이 맑고 따뜻한 순정의 아내였다. 같은 마을에서 자란 그녀에 대한 애정은 북한 땅에서 그토록 다짐하며 키운 이데올로기로도 막을 길이 없었다. 장소좌의 '아내를 한번 만나보게 찾아 달라'는 호소에 이대위는 남모르는 번민을 해야 했다. 사단에서는 장소좌로부터 얻을 수 있는 정보를 기대하고 이대위의 아내를 전남편 장에게 상면시키기로 한다. 한 여인에 대한 두 사나이의 순박하고도 뜨거운 애정.
사단본부의 천막에 들어선 그녀의 앞에는 이대위가 아니라 괴뢰군복을 착용한 전남편이 기다리고 있었다. 그녀의 경악(驚愕)은 컸다. 그러나 그보다 장소좌의 가슴을 뒤흔든 감동은 더 거세고도 뜨거웠다. 국군 장교들이 보여준 신의와 동포애, 그리고 자기의 아내가 행복한 모습으로 티없는 아름다운 그대로 남한 땅에서 살고 있다는 사실, 이 모두가 놀랍기 그지없는 것이었다. 아내를 만나기 전에 정보를 쏟아 놓은 자신의 행동이 옳았음도 분명했다. 괴뢰군의 총공격이 시작되고 이 작전을 미리 알 수 있었던 아군의 요격(邀擊)은 큰 전과를 거두고 있었다. 막바지 격전이 다가오고 총포성과 함성도 차차 드높아 갔다. 이때였다. 문득 격전의 능선을 향해 장소좌는 미친 듯이 외치면서 치닫는 것이었다. 유탄(流彈)에 맞아 쓰러진 그의 외침을 알아들은 사람은 없으나 그것이 결코 그의 아내가 현재 이대위 바로 그사람의 아내로서 행복하게 지내고 있다는 사실을 비난하는 그런 외침은 아니었을 것이다.

## 감상
6·25전쟁 때 있었던 실화를 소재로 하여 동족 상잔의 아픔과 처절한 사랑의 이야기를 강렬한 휴머니티로 짜임새있게 엮은 연속드라마로서 민족적 수난인 6·25를 다룬 여러 장르의 창작 속에서도 한결 돋보일 만큼 성공한 작품이다. 이 드라마는 영화로 상영되어 호평을 받았을 뿐 아니라 텔레비전 드라마로도 거듭 방영된 바 있다.